# Krokus
|  | For bandet, se Krokus (band) |
Krokus (Crocus) er en staude, der ofte betragtes som en løgplante, selv om dens overvintringsorgan egentlig er en knold. Slægten er udbredt med flere end 30 arter i Europa, Mellemøsten og Nordafrika. De fleste krokus bliver 10-20 cm høje, og de findes i mange farver fra hvide og gullige til lilla og blå. Blomstringstidspunktet er afhængigt af sorten, men falder for det meste fra sidst i februar til ind i april eller – for de efterårsblomstrede typer – fra september til ind i november.
| Beskrevne arter |

- Alpekrokus (Crocus versicolor)
- Balkankrokus (Crocus angustifolius)
- Gul krokus (Crocus flavus)
- Høstkrokus (Crocus speciosus)
- Safrankrokus (Crocus sativus)
- Septemberkrokus (Crocus kotschyanus)
- Skedekrokus (Crocus chrysanthus)
- Snekrokus (Crocus tommasianus)
- Snehvid krokus (Crocus niveus)
- Vårkrokus (Crocus vernus)

| Andre arter |

| - Crocus alatavicus - Crocus asturicus - Crocus banaticus - Crocus biflorus - Crocus boryi - Crocus carpetanus - Crocus cartwrightianus - Crocus clusii - Crocus etruscus - Crocus gaillardotii - Crocus hyemalis | - Crocus imperati - Crocus laevigatus - Crocus longiflorus - Crocus medius - Crocus nudiflorus - Crocus reticulatus - Crocus scharojanii - Crocus serotinus - Crocus sieberi - Crocus vallicola - Crocus zonatus |

Hertil kommer en lang række udvalgte sorter og hybrider.
Anvendelse
Krokus kan gro i alle veldrænede jordtyper, og derfor kan de bruges næsten overalt i bede, græsplæner eller i potter indendørs. Læggedybden er ca. 5-10 cm. Både vildarter og sorter formerer sig villigt ved frø og yngleknolde, men de skal helst ligge urørte i jorden i 3-4 år.
Ud over de velkendte krokus, som er udvalgt i Nederlandene på basis af vårkrokus og gul krokus, og de krokus, der forhandles som botaniske, og som først og fremmest er fremavlet fra udvalgte planter og hybrider af Skede-Krokus, tilbyder de specialiserede producenter næppe andre arter.